# نظرية النيوركوير
نظرية النيوروكوير هي إطار يعبر عن التقاطع بين مجالات التنوع العصبي ونظرية الكوير. وهي تفحص الطرق التي تنشئ بها المجتمع وتعريفه للعيار الطبيعي، خاصة فيما يتعلق بالجنس، والتوجه الجنسي، والإعاقة، وتتحدى تلك التعريفات. تنتقد هذه النظرية تصنيف الأفراد العصبية كمرضى والطرق التي يتقاطع بها هذا مع تحييد الأفراد الكوير. تعتمد نظرية النيوروكوير على فهم عميق للتقاطع، وهو الطريقة التي تتجمع بها هويات الأفراد الاجتماعية والثقافية والسياسية وتؤدي إلى تركيبات فريدة من الامتياز والتمييز.
يمكن استخدام مصطلح "نيورو كوير" كفعل أو صفة أو علامة هوية. كفعل، يشير إلى فعل تحدي الأعراف العصبية والأعراف المغايرة، بالإضافة إلى الدعوة إلى الاعتراف بالخبرات والهويات المتنوعة والاحتفال بها. كصفة، يصف "نيورو كوير" الظواهر أو النظريات أو الهويات التي تتحدى الأعراف العصبية والأعراف المغايرة، مع التأكيد على التقاطعات وتنوع الهويات والخبرات الكويرية والعصبية المغايرة. الأفراد الذين يعرفون أنفسهم على أنهم "نيورو كوير" غالبًا ما يكونون عصبيين مغايرين وكويريين، على الرغم من أن هذا ليس ضرورة. وقد أشار نيك والكر، الذي اخترع المصطلح في البداية، إلى أن الأفراد العصبيين العاديين من الجنسين المدركين، والمغايرين، قد يتعرفون أيضا على أنهم "نيورو كوير" إذا كانوا يتحدون بشكل فعال الأعراف العصبية والأعراف المغايرة، خاصة إذا كانوا يتحدون التصنيفات الموجودة للجنس أو تصنيف الإعاقة أو الميول الجنسية. وقد اقترحت الدراسات الحديثة وجود علاقة بين المثلية الجنسية والتباين العصبي: حيث يكون الأشخاص المتباينون عصبيًا أكثر عرضة من أقرانهم العاديين لتحديد هويتهم، ويكون الأشخاص المتنوعون جنسياً أكثر عرضة للتباين العصبي من أقرانهم من ذوي الهوية الجنسية المتغيرة. في الوقت الحاضر، لا يُعرف سبب الارتباط بين المثلية الجنسية والاختلاف العصبي، على الرغم من وجود العديد من الفرضيات، إلا أن كل منها يتطلب مزيدًا من التحقيق.

## تعريف
صورت النيوركوير في البداية على أنه فعل - النيوركوير- كطريقة " لتغيير [...] المعايير الإدراكية العصبية وكذلك معايير النوع الاجتماعي". أشار ووكر إلى أن كلمة النيوركوير، كفعل، "تشير إلى مجموعة واسعة من الممارسات المترابطة"، و"كصفة، فإنها تصف الأشياء المرتبطة بهذه الممارسات أو الناتجة عن تلك الممارسات".
قام نيك ووكر، وأثينا لين مايكلز-ديليون، وريمي ييرجيو بإعداد المكونات الثمانية الأساسية التالية:
1. كصفة، يمكن أن يشير مصطلح "نيورو كوير" إلى الأشخاص "المتباينين عصبيًا والمثليين جنسيًا، مع درجة من الوعي و/أو الاستكشاف النشط لكيفية تشابك وتفاعل هذين الجانبين من كيان الشخص". كصفة، تعني "نيورو كوير" "تجسيد التباين العصبي والتعبير عنه بطرق تُغيّر أيضًا أداء الشخص لجنسه، وميوله الجنسية، وعرقه، و/أو جوانب أخرى من هويته". كفعل، تعني "نيورو كوير" "الانخراط في ممارسات تهدف إلى إلغاء وتقويض تكييفه الثقافي وعاداته الراسخة في الأداء العصبي المعياري والمغايري، بهدف استعادة قدرته على التعبير بشكل أكثر اكتمالًا عن إمكاناته وميوله الفريدة والغريبة". كفعل، يعني مصطلح "نيورو كوير" "الانخراط في تحويل العمليات الإدراكية العصبية للفرد (وتجسيده وتعبيره الخارجي عن تلك العمليات) عن طريق تغييرها عمدًا بطرق تُحدث زيادة ملحوظة ودائمة في انحراف الفرد عن المعايير الثقافية السائدة للتطبيع العصبي والتطبيع الجنسي المغايري". كفعل، يعني مصطلح "نيورو كوير" "الاقتراب من التباين العصبي للفرد، وتجسيده، و/أو تجربته كشكل من أشكال التطبيع". كفعل، يعني مصطلح "نيورو كوير" "إنتاج الأدب والفن والمنح الدراسية، و/أو غيرها من التحف الثقافية التي تُبرز تجارب ووجهات نظر وأصوات التطبيع العصبي". كفعل، تعني كلمة النيوركوير "إنتاج استجابات نقدية للأدب و/أو غيره من التحف الثقافية، مع التركيز على توصيفات مقصودة أو غير مقصودة للنيوروكويرية وكيف تُنير هذه التوصيفات و/أو تُنيرها حياة وتجارب نيوروكويرية فعلية". كفعل، تعني كلمة النيوركوير "العمل على تغيير البيئات الاجتماعية والثقافية بهدف خلق مساحات ومجتمعات - وفي نهاية المطاف مجتمع - يُسمح فيه بالمشاركة في أيٍّ من الممارسات المذكورة أعلاه أو جميعها، ويُقبل ويُدعم ويُشجع".

على الرغم من وصف هذه المفاهيم الأساسية، يزعم ووكر وآخرون أن مجتمع النيوركوير غالبًا ما "يعارض أي تعريف سلطوي". لذلك، يجب ألا يُنظر إلى أي "تصور" على أنه شامل أو نهائي. المصطلح النيوركوير، الذي لا يتسم بالثبات، هو مصطلح سائل، متغير، ودائم التكيف.

## تاريخ
نشأت نظرية النيوركوير من مجالات دراسات الإعاقة ونظرية الكوير الموجودة. نشأت الأولى كمجال للمنح الدراسية في سبعينيات القرن العشرين في أعقاب حركة حقوق ذوي الإعاقة وسعى إلى تركيز وجهات نظر الأشخاص ذوي الإعاقة، فضلاً عن تحدي الفهم الحالي للإعاقة. وقد أدى هذا إلى ظهور النموذج الاجتماعي للإعاقة، والذي ينظر إلى الإعاقة باعتبارها فشلاً مجتمعياً وليس عجزاً فردياً. على سبيل المثال، يزعم النموذج الاجتماعي للإعاقة أن الشخص الأصم لا يعاني من الإعاقة بسبب عدم قدرته على السمع ولكن بسبب الهياكل المجتمعية التي تمنح الأولوية للسمع؛ وبالتالي، لتقليل الحواجز، يجب على المجتمع توفير قدر أكبر من الوصول للأشخاص الصم، مثل الوصول إلى مترجمي لغة الإشارة والترجمة الصوتية، بدلاً من مطالبة الشخص الأصم باستخدام المعينات السمعية وزراعة القوقعة.
منذ ظهور دراسات الإعاقة وحركة حقوق الإعاقة، انتقد كل من الباحثين والأشخاص ذوي الإعاقة التركيز على الأشخاص ذوي الإعاقات الجسدية، وغالبًا ما كان ذلك على حساب أولئك الذين يعانون من إعاقات مرتبطة بالعقل، وكذلك الأشخاص المصابين بأمراض مزمنة. وقد أدى هذا إلى تطوير الدراسات المجنونة وغيرها من التخصصات. نشأ مصطلح التباين العصبي في تسعينيات القرن العشرين لتحدي الروايات التي تصف الإعاقات العقلية بأنها عجز، وخاصة تلك المرتبطة بالتوحد. وقد استخدم المصطلح أيضًا لتسهيل المناقشات حول تنوع الوظيفة والأداء العصبي. علاوة على ذلك، جادل العديد من المؤيدين والعلماء ضد لغة الشخص أولاً عند الإشارة إلى التباين العصبي لأنهم رأوا التباين العصبي باعتباره هوية وليس تشخيصًا. إن المؤيدين والعلماء الذين جادلوا ضد استخدام لغة الشخص أولاً يقترحون أن استخدام "شخص مصاب" ثم تسمية "معاق أو متوحد أو متباين عصبيًا" ينقل المصطلح بطريقة سلبية ومهينة والتي يجب فصلها عن الشخصية.
ظهرت النظرية المثلية في تسعينيات القرن العشرين لتحليل وتحدي المعايير الجنسية المغايرة. لقد استخدم منظرو المثلية الجنسية في كثير من الأحيان الفعل "مثلي" للإشارة إلى فعل إضفاء الطابع المثالي واختراع مستقبل متطور باستمرار من خلال أساليب جديدة لفحص العالم وكيف نعيش فيه.
صاغ نيك ووكر مصطلح النيوركوير في عام 2008، على الرغم من أن أثينا لين مايكلز ديلون صاغت العبارة بشكل مستقل أيضًا، وكان ريمي ييرجو يفكر في المفهوم أيضًا، مشيرًا إليه باسم غرابة الأعصاب. استخدم ووكر المصطلح فيما يتعلق بنظرية المثلية الجنسية "لدراسة كيفية تشابك المعيارية العصبية المفروضة اجتماعيًا والمعيارية الجنسية المغايرية المفروضة اجتماعيًا، وكيف تشابكت عملية تحويل أي من هذين الشكلين من المعايير إلى مثلية مع عملية تحويل الآخر إلى مثلية وامتزج بها." ظهرت كلمة "مثلي عصبي" لأول مرة مطبوعة على الغلاف الخلفي لرواية مايكلز-ديلون "المتحدي" (2015) وفي كتاب ييرجو "تأليف التوحد" (2018).
لقد تطور استخدام مصطلح النيوركوير منذ ذلك الحين ليشير إلى مجال الدراسة الأكاديمية، فضلاً عن كونه علامة هوية. يزعم بعض الناس أنه نظرًا لأن التمييز ضد ذوي الإعاقة قد حدد ما يعتبر "طبيعيًا"، حيث يُعتبر الأشخاص المختلفون عصبيًا والمثليون "غير نمطيين"، فإن الاعتراف باللغة التي تضع الشخص أولاً و"الاختلافات التي يتم الاحتفال بها" لا يغير من البناءات التمييزية ضد ذوي الإعاقة فيما يتعلق بالأداء العصبي. يقول نفس هؤلاء العلماء والناشطين إن الأشخاص الذين يحددون هويتهم على أنهم مثليون عصبيًا يرفضون بنشاط ممارسات الاستيعاب القائمة على الإعاقة؛ من خلال احتضان ذواتهم ورفض التوافق، فإنهم يجعلون وجودهم وأفعالهم وسلوكياتهم في المساحات الاجتماعية غريبة.

## انتشار المثلية العصبية
تقتصر البيانات الإحصائية عن كل من الأشخاص المثليين والمتنوعين عصبيًا على التعريفات الاجتماعية والثقافية المختلفة للهوية، ومخاوف السلامة المتعلقة بالخروج، والقدرة على تلقي التشخيص، وعوامل أخرى. ومن المهم أيضًا ملاحظة أن الأبحاث حول العلاقة بين التباين العصبي والمثلية الجنسية تركز بشكل بارز على التوحد والتنوع بين الجنسين، وهناك حاجة إلى مزيد من الأبحاث لفهم الهويات الأخرى داخل مجتمع المثلية العصبية بشكل أفضل.

### إحصائيات خط الأساس
تشير أحدث البيانات التي من جميع أنحاء العالم إلى أن حوالي 10-20% من عامة السكان لديهم شكل من أشكال التباين العصبي. على سبيل المثال، من إجمالي سكان العالم، شخص حوالي 1-2% بالتوحد، وشخص 1.13% باضطراب فرط الحركة ونقص الانتباه، و5-17% بعُسر القراءة؛ على الرغم من أن البيانات العالمية تفتقر إلى الفروق الدقيقة لكل دولة على حدة، والمعايير، وتوقيت التقييمات. تشير دراسة استقصائية أجريت عام 2023 على البالغين في 30 دولة إلى أن حوالي 9% من عامة السكان يعتبرون أنفسهم من مجتمع LGBTQ، ومع ذلك، فإن هذه البيانات تستبعد العديد من البلدان الأخرى وتقتصر على من شاركوا ومدى شعورهم بالراحة في الإجابة على الاستطلاع بحرية. تشير تقديرات دراسات مماثلة جمعت بيانات عالمية إلى أن ما يقرب من 0.4-1.3% من عامة السكان يعتبرون أنفسهم متنوعين جنسياً. هناك اختلاف في إحصائيات السكان بين البلدان. على سبيل المثال، تشير بيانات تعداد عام 2021 من المملكة المتحدة إلى أن 3% فقط من عامة السكان يعتبرون أنفسهم مثليين أو مثليات أو مزدوجي الميول الجنسية، حيث يبلغ التقدير العالمي حوالي 9% من عامة السكان.

### العلاقة الإحصائية بين التباين العصبي والمثلية الجنسية
تشير الأبحاث الحديثة إلى أن الأشخاص ذوي التنوع العصبي، وخاصة الأفراد المصابين بالتوحد، هم أكثر عرضة من أقرانهم من ذوي التنوع العصبي الطبيعي لتحديد هويتهم. على وجه التحديد، فإن الأفراد المصابين بالتوحد هم أكثر عرضة بثلاث مرات لتحديد هويتهم كمتحولين جنسياً مقارنة بأقرانهم من ذوي النمط العصبي الطبيعي؛ وقد ارتبطت الدرجات العالية في سمات التوحد بمعدل أعلى لتحديد هويتهم كمتنوعين جنسياً. يتوسع البحث في هذا الأمر، ويجد أن 0.7% من المشاركين غير المصابين بالتوحد يعتبرون أنفسهم متنوعين جنسياً، بينما يعتبر 4-5.4% من الأطفال المصابين بالتوحد أنفسهم متنوعين جنسياً. بالإضافة إلى ذلك، وجدت دراسة حول الجنس والاختلاف العصبي أنه في حين أن 70% من المشاركين العاديين حددوا هويتهم على أنهم من جنسين مختلفين، فإن 30% فقط من المصابين بالتوحد حددوا هويتهم على أنهم من جنسين مختلفين. أشارت أبحاث أخرى حول التباين العصبي والجنس إلى أن الأشخاص الذين يعانون من التباين العصبي أكثر عرضة بثمانية أضعاف لتحديد هويتهم على أنهم لاجنسيون من أقرانهم الطبيعيين.
يبدو أن العلاقة بين التباين العصبي والمثلية الجنسية تسير في كلا الاتجاهين، حيث يكون الأشخاص المتباينون عصبيًا أكثر عرضة لتحديد هويتهم على أنهم LGBTQIA+، ويكون الأشخاص المتنوعون جنسياً أكثر عرضة لأن يكونوا متباينين عصبيًا، مقارنة بأقرانهم من ذوي الهوية الجنسية المتغيرة. الأفراد الذين لا يتماهون مع الجنس المحدد لهم عند الولادة هم أكثر عرضة للإصابة بالتوحد بمقدار 3 إلى 6 مرات مقارنة بأقرانهم من ذوي الجنس الآخر. بالمقارنة مع أقرانهم من ذوي النوع الاجتماعي المتنوع، فإن الأفراد ذوي النوع الاجتماعي المتنوع هم أكثر عرضة للإبلاغ عن سمات التوحد - التعرف المحسن على الأنماط، والقضايا الحسية وصعوبة فهم المشاعر الأخرى - وأكثر عرضة بخمس مرات للاشتباه في إصابتهم بالتوحد غير المشخص. تشير الأبحاث التي أجريت على المراهقين المتحولين جنسياً إلى أن حوالي 6-25.5% من الأشخاص الذين يحددون هويتهم الجنسية المتنوعة مصابون أيضًا بالتوحد. أشارت إحدى الدراسات التي أجريت في هولندا إلى أن 5% من عامة السكان يعتبرون متنوعين بين الجنسين، مقارنة بـ 15% من البالغين المصابين بالتوحد، مما يسلط الضوء على العلاقة بين التنوع بين الجنسين والتوحد. وأظهرت دراسة أجريت في الولايات المتحدة نتيجة مماثلة، حيث أراد 3-5% من عامة السكان أن يكونوا من الجنس الآخر مقارنة بـ 11.4% من البالغين المصابين بالتوحد.

## التطبيقات
لقد صنف التباين العصبي كمرض وربطه بحالات مختلفة، بما في ذلك التوحد، واضطراب نقص الانتباه وفرط النشاط، والاختلافات المحددة في التعلم، وغيرها. تهدف نظرية النيوركوير إلى إزالة الأمراض من مثل هذه الاختلافات، وبالتالي، فإن لها آثارًا على قطاعات مختلفة، بما في ذلك التعليم والبحث.

### تعليم
نظرًا لأن التباين العصبي أصبح مرضًا، فإن المؤسسات التعليمية تنظر عمومًا إلى التباين العصبي باعتباره عجزًا وتركز على ما لا يستطيع الطلاب فعله أو تعلمه. لذلك، تميل المؤسسات التعليمية إلى اتخاذ خطوات "لتصحيح" الطرق التي يتصرف بها الطلاب ويتعلمون بها في المدارس والتي لا تتناسب مع التوقعات الاجتماعية، بما يتماشى مع المناهج التأهيلية والسلوكية والتدخلية. وعلى نحو مماثل، تشير الأبحاث التعليمية المتعلقة بالأفراد ذوي الاختلافات العصبية، والتي تستند إلى مقاييس منفصلة للأداء، بانتظام إلى الممارسات والاستراتيجيات القائمة على الأدلة كوسيلة لمساعدة الطلاب على تحسين مهاراتهم الأكاديمية في مختلف مجالات المحتوى. ترفض نظرية النيوركوير إضفاء طابع مرضي على التباين العصبي وبالتالي ترفض المناهج التربوية والبحثية التي تركز على "إصلاح" الطلاب، بحيث يتناسبون مع المعايير التي وضعها أقرانهم من الأشخاص الطبيعيين. في مجال التعليم، تهدف نظرية الأعصاب الغريبة إلى خدمة الطلاب ذوي الهويات المتقاطعة المتعلقة بالجنس والجنسانية والإعاقة، من خلال إعادة صياغة المساحات التعليمية. من خلال إعادة صياغة المساحات التعليمية، تهدف نظرية النيوركوير إلى التركيز على الطلاب الذين لم يتم التركيز عليهم تاريخيًا أو الاعتراف بمساهماتهم وتقديم خدمة أفضل لهم. من خلال التركيز على أصوات المثليين العصبيين والمساحات التعليمية المثلية العصبية، تأمل نظرية المثليين العصبيين في جعل المناهج التربوية المستقبلية واستفسارات البحث أكثر شمولاً بشكل جذري.

### تقاطعات الجنس والجنسانية والإعاقة
تعتمد نظرية النيوركوير على فهم التقاطع.
من خلال وسائل الإعلام والبحث الشعبي، غالبًا ما يُنظر إلى الأشخاص ذوي الإعاقة على أنهم لا جنسيين ولا جنسانيين، خاصةً عندما لا يتوافقون مع التوقعات بشأن كيفية أداء الجنس "بشكل نموذجي"، كما هو شائع بين الأشخاص ذوي التنوع العصبي. لا يؤدي هذا إلى معاملة الأشخاص ذوي الإعاقة كأطفال فحسب، بل قد يؤدي أيضًا إلى تقييد الوصول إلى مجتمعات وموارد ودعم معينة؛ وهذا يثير القلق بشكل خاص بالنسبة للأفراد الذين يحددون هويتهم أيضًا على أنهم من مجتمع.

#### العلاقة بين المثلية الجنسية والتنوع العصبي
لا يوجد تفسير محدد للعلاقة بين التنوع العصبي والمثلية الجنسية، وهناك العديد من الفرضيات التي تسعى إلى تفسير العلاقة. هناك فرضية مفادها أن الأشخاص ذوي الاختلافات العصبية، وخاصة الأفراد المصابين بالتوحد، يتأثرون بشكل أقل بالمعايير المجتمعية، وبالتالي يكونون أقل عرضة للشعور بالحاجة إلى التوافق مع التوقعات المجتمعية فيما يتعلق بالجنس والجنسانية، وأكثر عرضة للتعبير عن أنفسهم دون خوف من الحكم. ومع ذلك، من المهم أن نلاحظ أن تجارب الأفراد ذوي التوجهات العصبية المختلفة، والمثليين، والمثليين العصبيين ليست متجانسة، وهذا يشمل كيفية ومدى شعور الأفراد بالخوف من الحكم. تشير فرضية أخرى إلى أن الآليات ما قبل الولادة، مثل الهرمونات الستيرويدية الجنسية، التي تشكل تطور الدماغ، بما في ذلك تطور مرض التوحد وغيره من الحالات العصبية التنموية، تساهم أيضًا في سلوك الأدوار الجنسية - ومع ذلك، هناك حاجة إلى مزيد من البحث لفهم هذا الارتباط المحتمل بشكل أفضل.

#### التحيز القائم على الهويات المتقاطعة
تعتمد نظرية النيوركوير على فكرة التقاطع، حيث لا يمكن فصل الهويات المختلفة والمعتقدات الفردية عن بعضها البعض لأن الطرق التي تتفاعل بها تنتج تجربة فريدة من الامتياز والتمييز. إن الانتماء إلى أقليات متعددة قد يساهم في مستويات أعلى وأشكال فريدة من التحيز والتمييز. إن العضوية في مجتمعات هوية أقلية متعددة يمكن أن تساهم في العزلة داخل كلا المجتمعين نتيجة لحمل سمات من مجموعات متعددة في وقت واحد.
تواجه مجتمعات الهوية المثلية والمتنوعة عصبيًا نقصًا في الدعم والفهم. الأفراد داخل المجتمعات المثلية والمتنوعة عصبيًا هم أكثر عرضة من أقرانهم من ذوي التوجهات العصبية الطبيعية والمغايرين جنسياً والمنتمين إلى جنس معين للانخراط في إيذاء النفس والأفكار الانتحارية والسلوكيات الانتحارية.
يمكن أيضًا التمييز ضد الأفراد بسبب حملهم لهوية معينة. في إحدى الدراسات، أفاد ثلث المشاركين المصابين بالتوحد أنهم تعرضوا للاستجواب بشكل متكرر حول هويتهم الجنسية، بسبب التحيز ضد تشخيصهم، مما شكك في كفاءتهم وفهمهم لأنفسهم. بالنسبة للأفراد ذوي التنوع العصبي، غالبًا ما يرتبط التنوع العصبي ارتباطًا وثيقًا بإحساسهم بالهوية ويمكن أن يخبرنا بكيفية فهمهم لهوياتهم.

## علماء بارزون
- السيد ريمي يرجيو
- نيك ووكر (باحث)
- أثينا لين مايكلز-ديلون

- الإعاقة وهويات مجتمع الميم
- الدراسات المثلية
- أليسون كافر
- التوحد وهويات مجتمع الميم
- نظرية العجز
- كوير كريبس
- المثلية الجنسية وعلم النفس

## قراءة إضافية
- Barkved، Kaytlyn H. (2021). Neuroqueer imaging : an autistic autoethnography (Thesis). University of British Columbia. DOI:10.14288/1.0406250. مؤرشف من الأصل في 2025-05-25.
- Johnson, Merri Lisa (1 Mar 2021). "Neuroqueer Feminism: Turning with Tenderness toward Borderline Personality Disorder". Signs: Journal of Women in Culture and Society (بالإنجليزية). 46 (3): 635–662. DOI:10.1086/712081. ISSN:0097-9740. S2CID:232264046. Archived from the original on 2025-05-24.
- Mejeur, Cody (2020). "Neuroqueer: Contextualizing Narrative through Embodied Experience". Modern Language Association Annual Convention 2020 (بالإنجليزية الأمريكية). جمعية اللغة المعاصرة. DOI:10.17613/pnt3-6z04.
- Rauchberg, Jessica Sage (11 Mar 2022). "Imagining a Neuroqueer Technoscience". Studies in Social Justice (بالإنجليزية). 16 (2): 370–388. DOI:10.26522/ssj.v16i2.3415. ISSN:1911-4788. Archived from the original on 2024-12-06.
- Richter, Zachary A. (2017). "Melting Down the Family Unit: A Neuroqueer Critique of Table-Readiness". In Rembis, Michael (ed.). Disabling Domesticity (بالإنجليزية). SpringerLink. pp. 335–348. DOI:10.1057/978-1-137-48769-8. ISBN:978-1-137-48768-1.
- Walker, Nick; Raymaker, Dora M. (1 Mar 2021). "Toward a Neuroqueer Future: An Interview with Nick Walker". Autism in Adulthood (بالإنجليزية). 3 (1): 5–10. DOI:10.1089/aut.2020.29014.njw. ISSN:2573-9581. PMC:8992885. PMID:36601271.
- DeBarra, CJ (2023). النيوركوير: A Neurodivergent Guide to Love, Sex and Everything In Between. Global Wordsmiths. Nottingham.ISBN 1911227238